# 光井ひかり
光井 ひかり（みつい ひかり）は、日本のAV女優。クルーズグループ所属。

## 略歴・人物
2016年9月、マドンナの専属女優としてAVデビュー。
趣味はピアノ、特技はバスケットボール。

## 出演作品

### アダルトDVD
2016年
- ひかり輝くダイヤの原石 光井ひかり 29歳 AV Debut!!（9月1日、マドンナ）※AV OPEN 2016 人妻・熟女部門1位[4]
- 夫の上司に犯され続けて7日目、私は理性を失った…。（10月13日、マドンナ）
- 暴風雨 隣の奥さんと二人だけの夜（11月13日、マドンナ）
- 母の友人 …ははのゆうじん…（12月19日、マドンナ）

2017年
- 人生で一番膣奥を貫かれたあの日から…。（1月13日、マドンナ）
- 夫よりも義父を愛して…。（2月13日、マドンナ）
- 尻肉を打ちつけたい淫乱妻の絶頂中出し騎乗位（3月13日、Fitch）
- 女教師レイプ それでも生徒を愛している（7月25日、アタッカーズ）
- 奴隷ソープに堕とされた女教師 13（9月7日、アタッカーズ）共演:月島ななこ、しじみ
- 丸ごと! 光井ひかり8時間 〜ひかり輝くダイヤの原石 全13本番SPECIAL〜（9月7日、マドンナ）※ベスト版

2018年
- 犯された女交渉人 3（2月1日、アタッカーズ）
- 超美顔レズビアン 〜麗しき人妻女子アナのメスの戯れ〜 マドンナデビューの絶世美女・光井ひかり《レズ解禁!!》（2月1日、マドンナ）共演:神波多一花、北条麻妃
- 麻縄に愛された私、麻縄を愛してしまった私。（2月19日、マドンナ）
- 僕だけのレンタルママ（4月5日、グローリークエスト）
- 僕のねとられ話しを聞いてほしい 長男の代わりに実家の畑を渋々継いだ巨根の次男に寝盗られた妻（7月7日、JET映像）